# Ceerigaabo
Ceerigaabo este un oraș în Somaliland.